# 阿部貞次郎

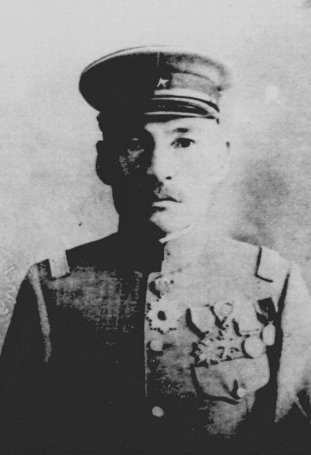
阿部貞次郎

阿部 貞次郎（あべ さだじろう、1862年9月8日（文久2年8月15日） - 1922年（大正11年）1月6日）は、日本陸軍の軍人。最終階級は陸軍中将。位階および勲等、軍功は正四位・勲二等・功四級。

## 経歴
越後国（現新潟県）出身。平民阿部勘次郎の次男として生まれる。1878年5月、分家し一家を創立。1880年（明治13年）1月、陸軍士官学校に入学。1882年（明治15年）12月、工兵少尉任官。1884年（明治17年）7月、士官学校（旧5期）を卒業。1889年（明治22年）12月、陸軍大学校（5期）を卒業した。
1902年（明治35年）5月、陸大幹事に就任し、同年12月、工兵大佐に昇進。1904年（明治37年）3月、第2軍工兵部長に発令され日露戦争に出征。1905年（明治38年）2月、第2師団参謀長となる。1908年（明治41年）12月21日、陸軍少将に進級し清国駐屯軍司令官に発令された。
1912年（明治45年）4月、対馬警備隊司令官に就任。1913年（大正2年）8月、由良要塞司令官に転じ、1914年（大正3年）5月、築城部本部長となり、同月、陸軍中将に進んだ。1916年（大正5年）8月、待命となり、1917年（大正6年）1月、予備役に編入された。大正11年1月6日卒去。行年62歳。墓所は雑司が谷霊園1種22。

## 家族
- 妻：直子 1876年1月生、熊本県士族増永寿八の二女
- 男：幸保　1895年6月生
- 女：貞子　1898年生
- 孫：乙晴
- 孫：一博

## 栄典
位階
- 1886年（明治19年）11月27日 - 従七位[7]
- 1892年（明治25年）1月12日 - 正七位[8]
- 1903年（明治36年）3月30日 - 従五位[9]
- 1908年（明治41年）5月30日 - 正五位[10]
- 1913年（大正2年）8月11日 - 従四位[11]
- 1917年（大正6年）2月10日 - 正四位[12]

勲章等
- 1889年（明治22年）11月29日 - 大日本帝国憲法発布記念章[13]
- 1895年（明治28年）11月18日 - 明治二十七八年従軍記章[14]
- 1896年（明治29年）2月22日 - 勲六等瑞宝章・功五級金鵄勲章[15]
- 1901年（明治34年）5月31日 - 勲五等瑞宝章[16]
- 1912年（明治45年）5月24日 - 勲二等瑞宝章[17]
- 1915年（大正4年）11月10日 - 大礼記念章[18]